# 越前漆器

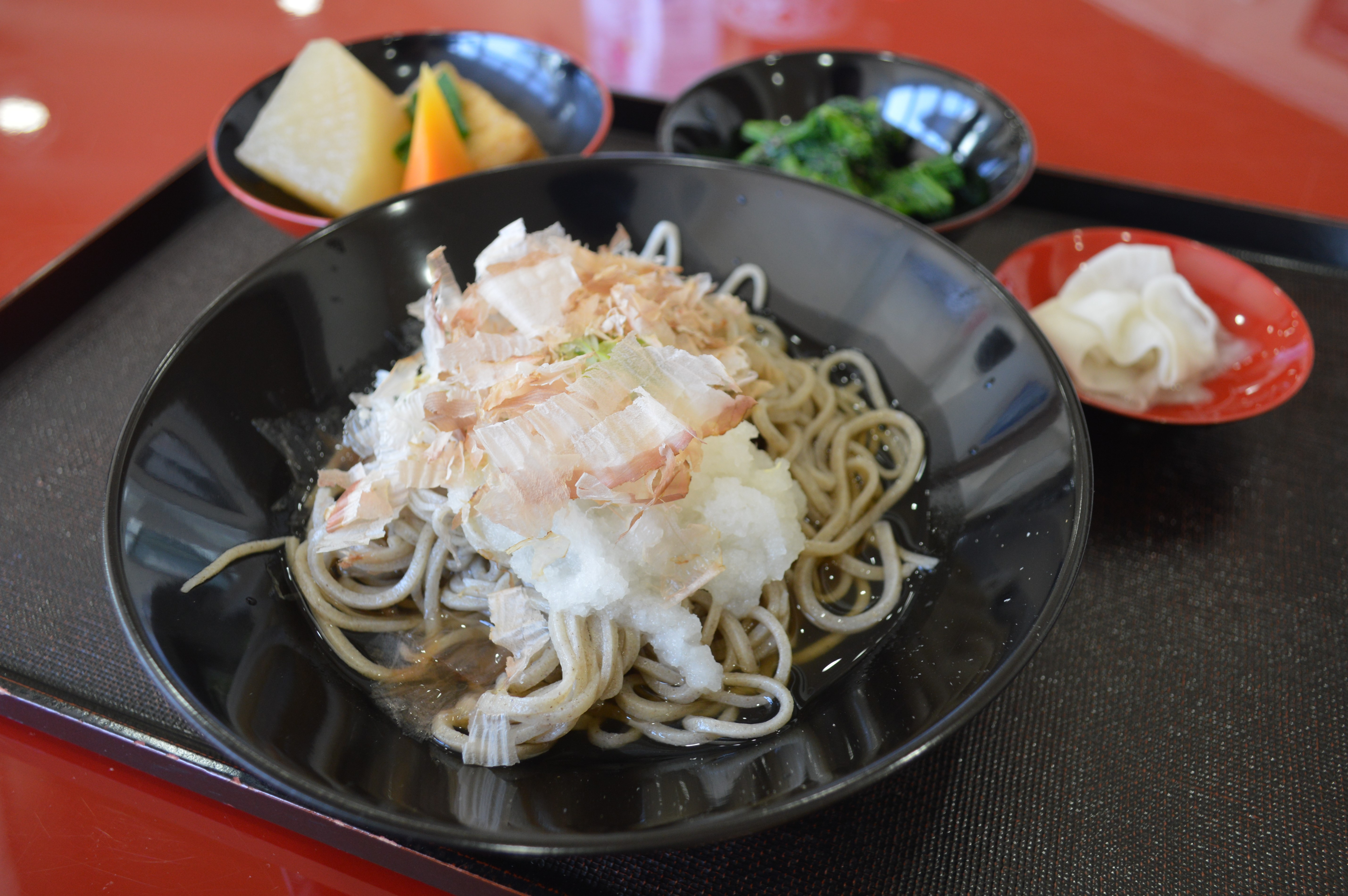
飲食店の越前漆器に盛られた越前そば

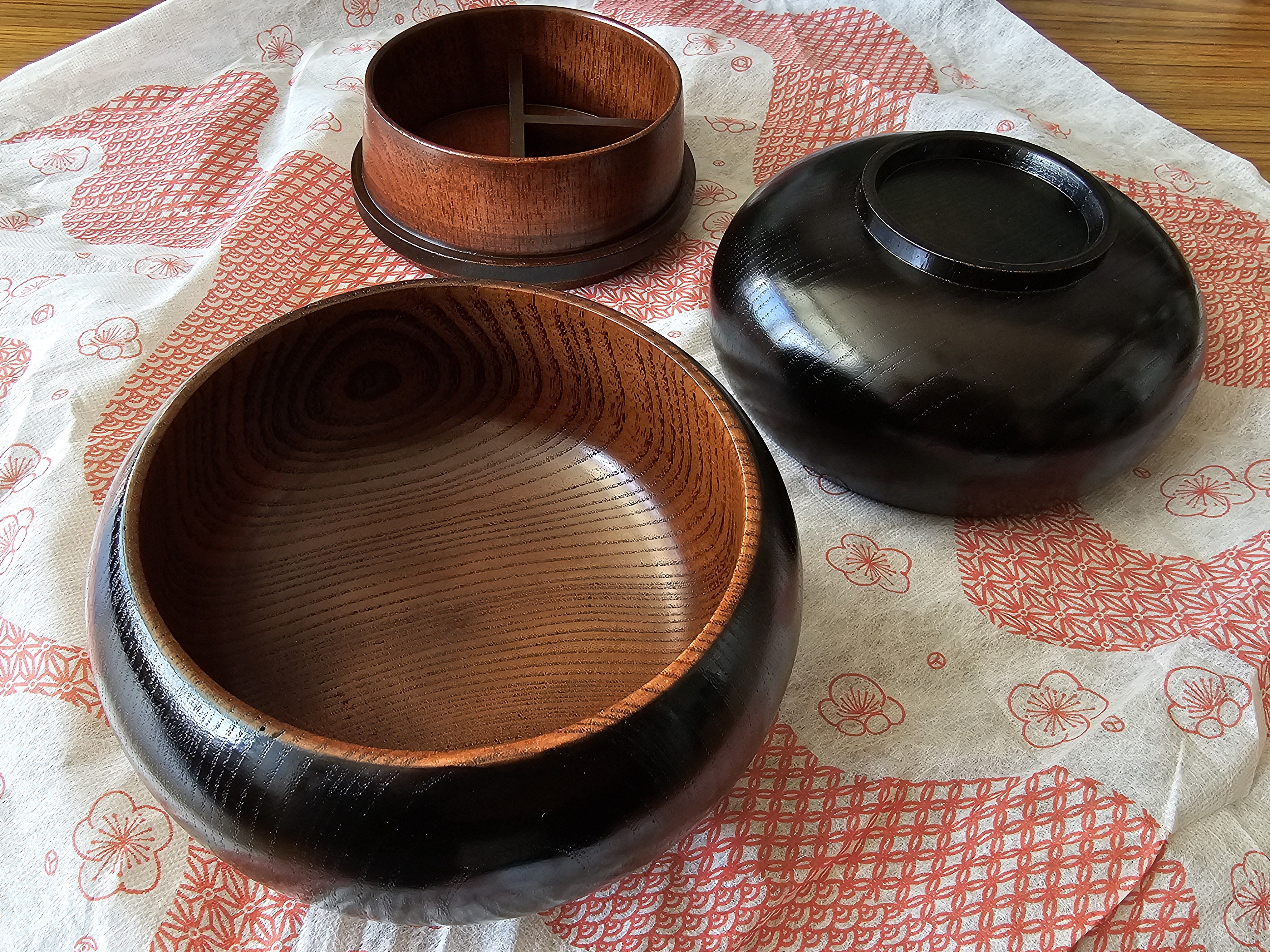
伝統工法による越前漆器の弁当箱。外側は花塗、内側は拭き漆で仕上げている。

越前漆器（えちぜんしっき）は、福井県鯖江市河和田地区を中心に生産される漆器。伝統産業であり、400近い漆器関係企業や工房が集積している中心地域の名を冠して「河和田塗」とも呼ばれる。
20世紀後半には熱や水に強い新素材への塗装技術が確立されたことにより日本全国の業務用漆器のシェア8割を占めるに到り、眼鏡、繊維とともに鯖江市の三大地場産業に挙げられる。国の経済産業大臣指定伝統的工芸品に指定される。
越前漆器には、従来の伝統工芸品である「漆器」と、1960年代に開発されたプラスチック素地に吹付塗装を行う「塗物」があり、越前漆器工業協同組合の資料ではこれらは明確に区別されているが、一般の多くの文献資料においてはともに「越前漆器」と扱われる例が多い。そのため本項目の記述においても双方とも「越前漆器」と記述する。

## 特徴

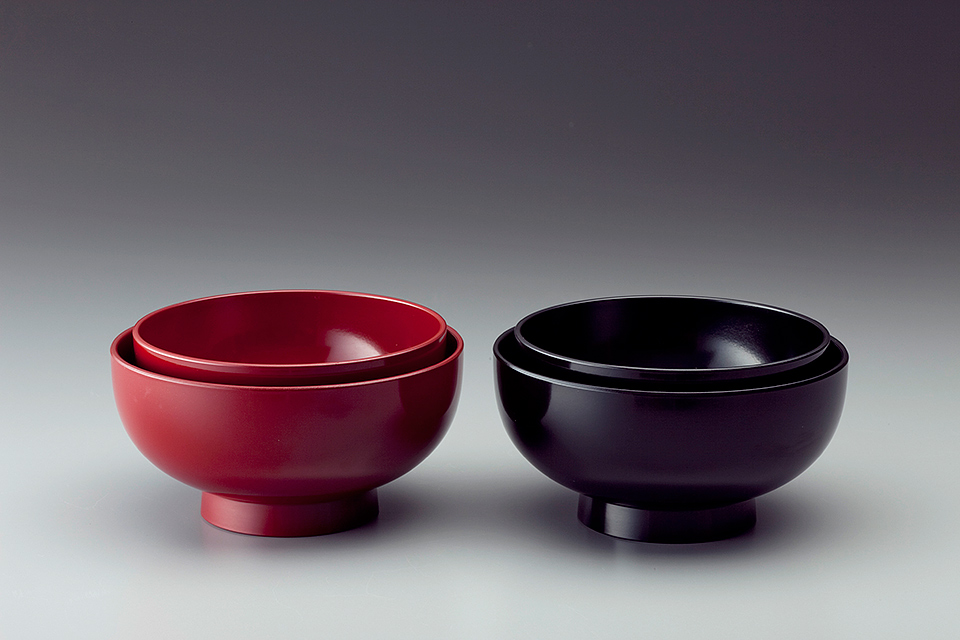
無印良品の河和田塗り汁椀は、木粉をメラミン樹脂に混ぜて成形した素地に天然の漆を塗って仕立てられている

もともと越前漆器は河和田地区のなかでも片山町地域の主産業であり、「片山椀」と呼ばれていた。1900年代以降、生産地が河和田地区全域に拡大したことから「河和田塗」と呼ばれるようになり、木地に「うるし」を原料とした伝統的な椀・膳・重箱等が「河和田塗」の名称で全国に知られるようになった。厚手で堅牢だが軽量で、古来賞賛された奥深い艶を備えるところが特長とされる。
技法の特徴では、伝統的な木地には黒・朱・溜色の花塗りで仕上げる。普段使い用のものは無地が主流で、奥深い艶が特徴的とされる。蒔絵や沈金を施す場合もある。そのほか柿渋を用いる「渋下地」の技法（後述）に特徴があり、この技法の工夫は1802年（享和2年）に確立された。
産地の特徴では、現代のような漆器産地としての基盤の確立は明治20年代以降である。漆器産地としては、丈夫で比較的安価であることから、日用品漆器として親しまれる。国の伝統的工芸品に指定される漆器産地は日本全国に20か所あるが、越前漆器はその産業発祥が少なくとも飛鳥時代まで遡れることから、「日本で最も古いうるしの里」とされる。
20世紀後半以降は、昔ながらの木製漆器の生産に加え、プラスチック素材や化学塗料の使用、機械化によりスプレー塗装やスクリーン印刷など塗装技術も機械化されるようになり、多彩な色付けと、より安価な大量生産が可能となった。プラスチック素材への転換により、21世紀には外食産業用の漆器の80パーセント以上を越前漆器が占める。鯖江市内の全小学校で学校給食の食器に導入されており、伝統産業の継承と需要の拡大が図られている。

## 歴史

### 越前漆器の発祥と背景

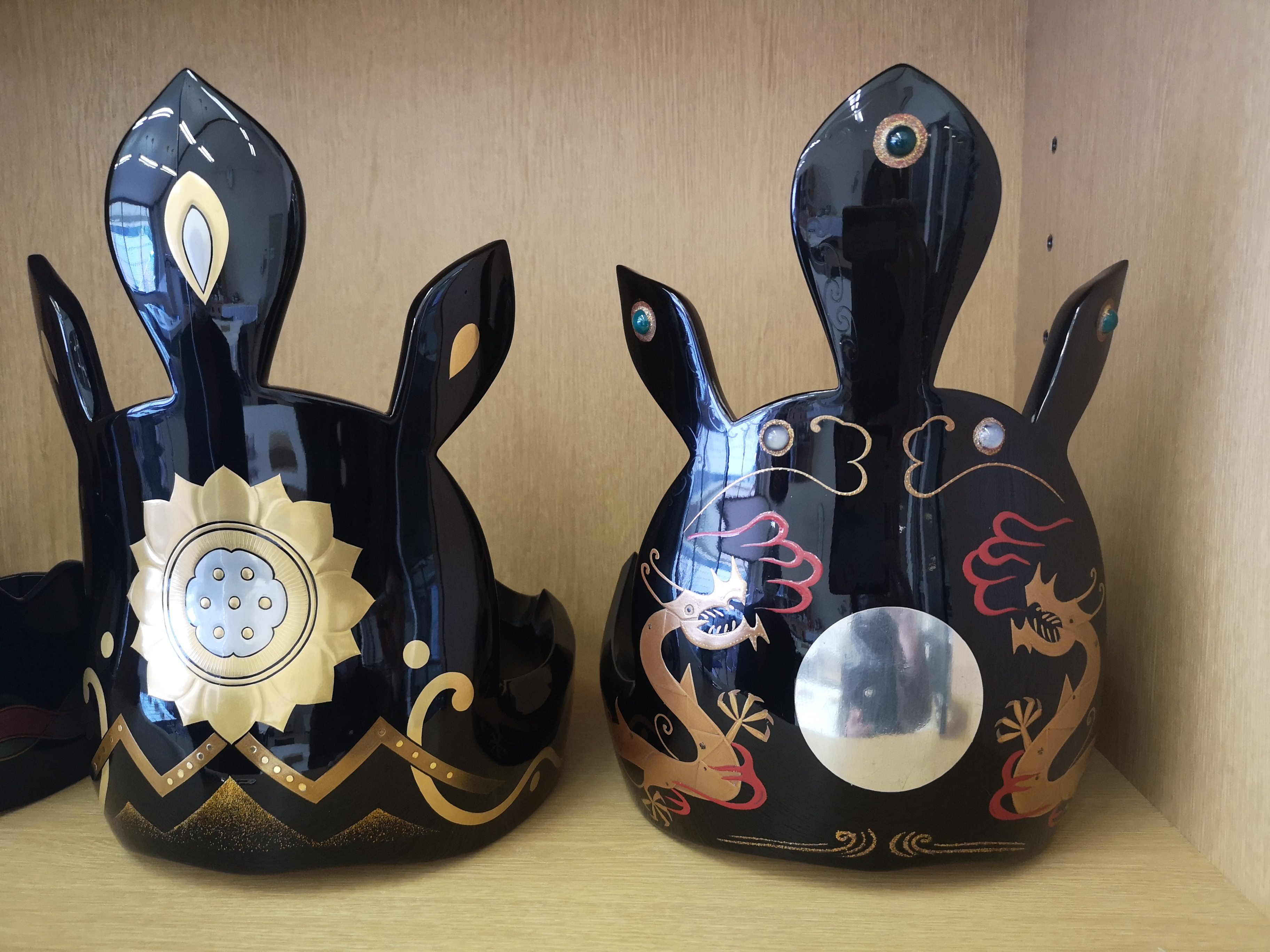
片山の塗師が修繕した継体天皇の冠のレプリカ

漆は固まると強い接着力をもつことから、古来、石器の矢じりと柄を固定する蔓の補強などに用いられていた。北海道南茅部町では縄文時代初期（約9000年前）の遺跡から漆塗りの装飾品が出土しており、福井県内でも縄文時代前期（約5000年前）には漆が日用品であったことが、鳥浜貝塚から出土した櫛など漆が塗られた道具が見つかっていることから確実視されている。奈良時代には唐から伝来した技法や模様が漆の道具にみられるようになり、漆の木の植林がすすめられた。
河和田地区で漆器がつくられるようになったのがいつであるかについてははっきりしないものの、片山の漆器神社由緒によれば仁賢天皇期のことであり、継体天皇が男大迹皇子（）として味真野に滞在していた際、同地の人が黒塗りの食器を献上したという。また、傷んだ冠の塗り替え（補修）を片山町の塗師に頼んだともいい、皇子はこれを期に漆産業を大いに奨励したという伝承がある。多くの文献がこれを越前漆器の起源であると謳っている(p112)。一方で、杉本伊佐美は「例証するまでもなく本県には同王子に由緒をもとめる口碑伝説がすこぶる多く、それを史実として取り上げている著書もいくつかある」と、こうした状況に苦言を呈している。木地師が惟喬親王といった貴人を業祖とする慣習は全国にみられるが、越前においてはこれにあたってしばしば継体天皇が奉斎される。

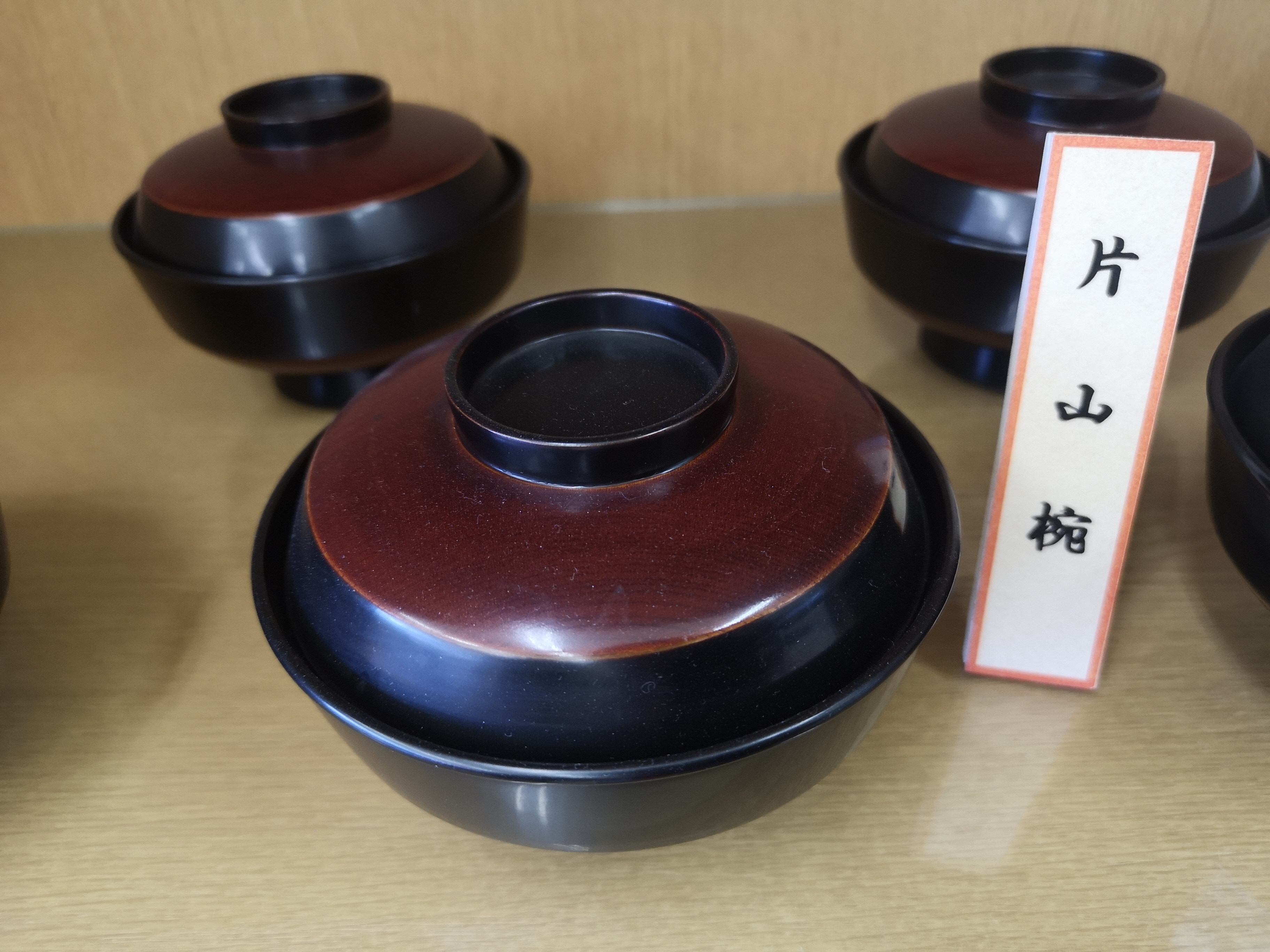
旧来の「片山椀」

こうした伝承を別としても、越前国における漆芸の歴史は古いものであり、たとえば10世紀初めの『延喜式』には「調副物置（漆をとりたてる役所）を越前ほか10ヵ国に置く」と記録されている。この地域で漆器づくりが発展した主な理由として、「豪雪地帯のため、冬でも屋内で生産できることが生計を支えた」「四方を山に囲まれた土地柄、木地となる材料の入手が容易だった」「湿度や気温などの自然環境が漆器づくりに適していた」ことが挙げられる。

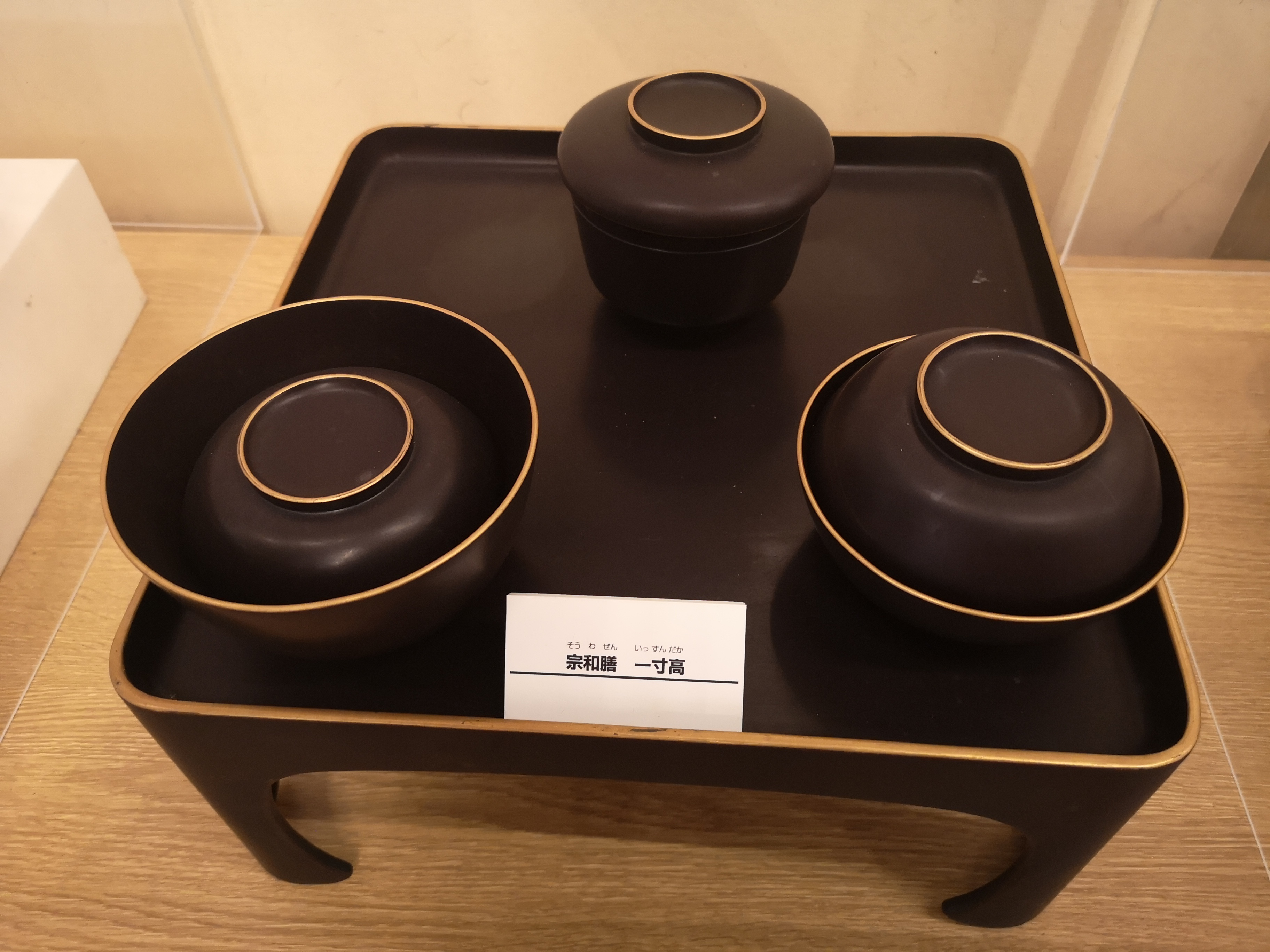
報恩講に使用された漆器膳の一例

鎌倉時代に浄土真宗が誕生すると、越前ではその布教活動がさかんに行われたことから、報恩講で多数の客をもてなす際に使う三つ椀の漆器が必需品として普及し、その需要に応じて越前漆器では椀物の生産が発展した。1580年頃に、「片山朱塗」と呼ばれる漆が誕生し、黒色のみでなく朱色の越前漆器も生産されるようになった。

### 近世

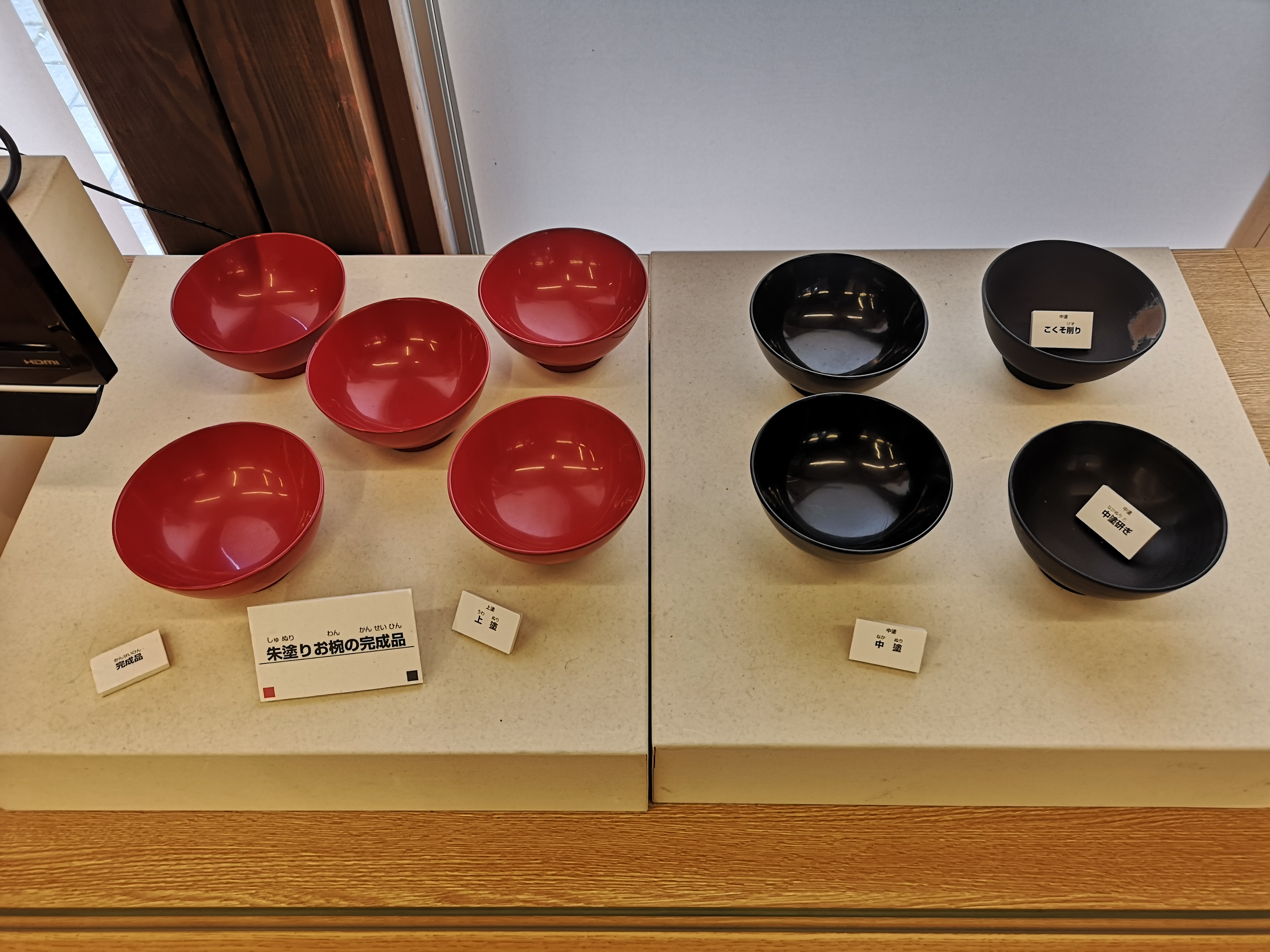
伝統的な片山朱塗と黒塗の越前漆器

歴史的に漆器は重宝な品物として、歴代の権力者に保護奨励されてきた産業のひとつであり、江戸時代には各藩とも御用塗師をおいていた。この当時の河和田地区は、鯖江藩と小浜藩に分割されていたが、いずれの統治下でも領内の貴重な産物として手厚く保護された。『鯖江市史』によれば、河和田地区において漆芸がおこなわれていた記録が文献資料に明確に現れるのはこの時代のことであり、享保6年（1721年）1月の「中戸口組三拾ケ村明細帳」には片山村について「当村は古来より作間稼に塗師細工をつかまつり、男女ともそれぞれのぬし方つかまつり候」とある。また、正徳5年（1715年）の「小坂村明細帳」によれば同村は「漆役」を納めており、当時同地域において相当量の漆器が製造されていたことがわかる。
享和2年（1802年）、椀の表面を滑らかにして見た目を美しくし、同時に虫食いや腐食を防ぐことができる「渋下地づくり」の技術が確立された。加飾に耐える堅牢な下地づくりが可能となり、嘉永年間（1848 - 1853年）には京都から蒔絵師を招いて技術継承を受け、さらに輪島から沈金の技法を取り入れたが、これらの技術を取り入れた越前漆器の本格的な生産は明治になってからだった。
この地場産業を支えた職人集団には、江戸時代から明治時代にかけて全国で漆掻きを行い原材料の入手を支えた漆掻き職人の存在がある。今立郡の今立地区（旧今立町）や河和田地区の越前漆器職人でもある彼らは、漆の専門集団として「越前衆」と呼ばれ、全国を巡り漆を集めると同時に、その技術を各地に伝えた、現代まで日本各地に伝わる漆掻き法はほぼ共通と考えられており、「越前式殺掻法」と呼ばれている。

### 近代

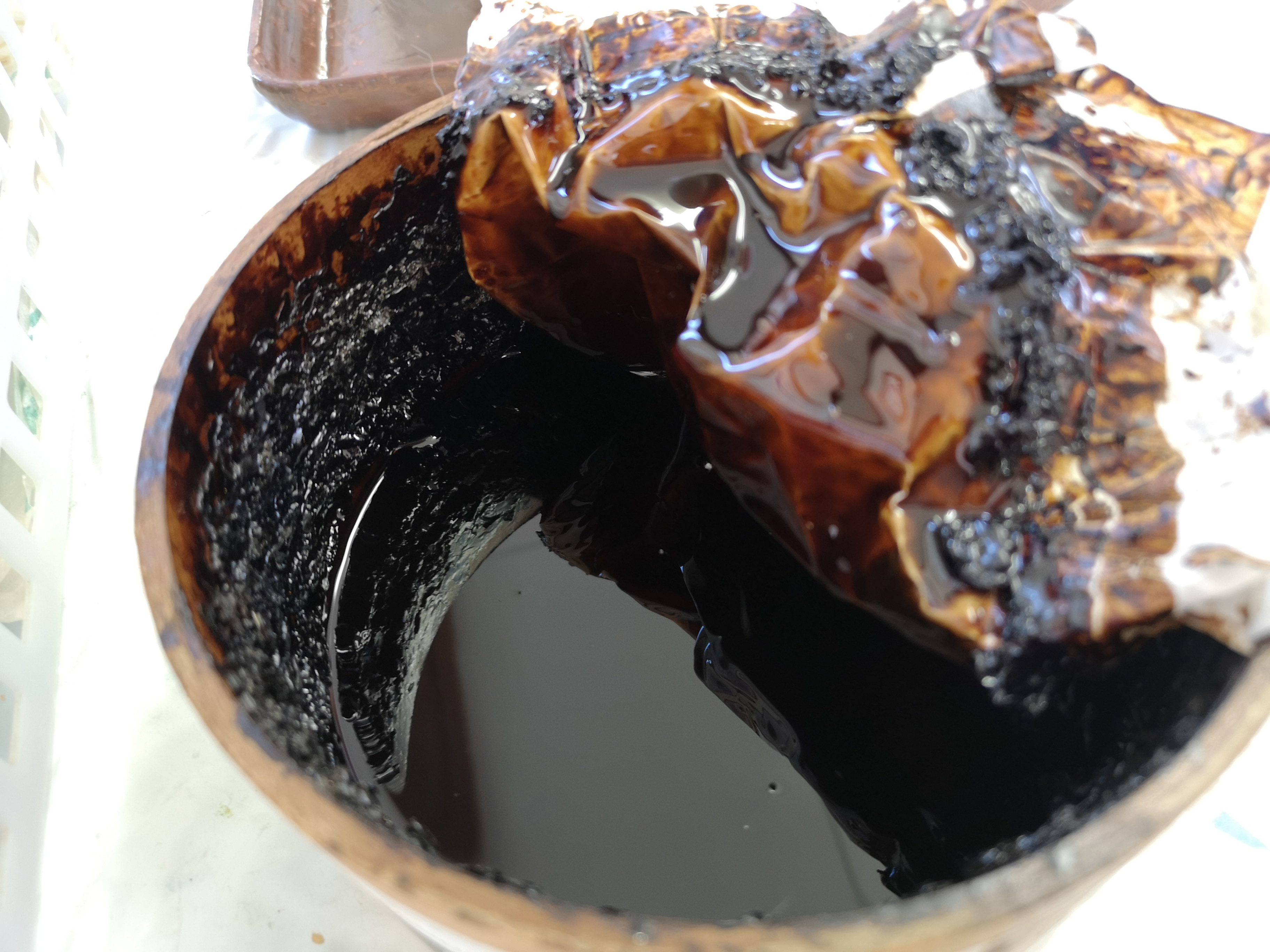
生のウルシ液

明治時代には江戸時代を上回る多くの越前衆が出稼ぎや移住を行った。越前衆は漆器生産の向上普及に貢献し、全国に漆器産地が形成されたという。
1890年（明治23年）に「日本漆工会」が誕生し隔年で漆工競技会が開催されるようになると、越前漆器は機関誌の発行や東京への陳列館の設置など精力的に漆器製品のPRを行い、業界の発展に大きく寄与したという。
1895年（明治28年）に日清戦争が終結し、その翌年には北陸線が開通したことで、越前漆器は発展に拍車をかけた。他地域に学んだ技術の向上と生産・販路の拡大に伴い越前漆器はそのシェアを着実に伸ばしていった。その後も度々の戦中戦後には低迷する時期もあったものの、日本国内の復興にともなって活気を取り戻したとされる。1900年（明治33年）頃に従来の丸物に加えて、角物（板物）の漆器の生産を開始した。1900年（明治33年）に現在の越前漆器協同組合の祖となる今立郡漆器業組合が設立されると、工賃などの協定が結ばれ、徐々に産地としてのまとまりが形成され、本格的な生産活動が開始されていった。京都や輪島のみならず、山中、彦根、会津などからも積極的に技術の導入を計り、1909年（明治42年）には地元小学校で越前漆器としては初めて漆器品評会を開催した。
1929年（昭和4年） - 1930年（昭和5年）頃が第二次世界大戦以前では全盛期であり、この頃の越前漆器の生産者は198戸、年間生産額は約100万円を記録した。
一方、かつて越前漆器を支えた漆かき職人は、1878年（明治11年）に安価な志那漆の輸入が始まると採集業はわりにあわなくなり、生産販売に転向していった。志那漆は初めは大阪の漆商が清国から密輸して巨額の利益をあげ、越前から東京に出店していた漆商達がこれに気付いてその手法を真似して横浜から大量に購入した志那産漆に日本漆を混和して安価で販売したという。笑いが止まらぬほど儲けたと伝えられるこれらの人々も、多くはもともとは漆かき職人であった。

### 現代

#### 昭和期戦後

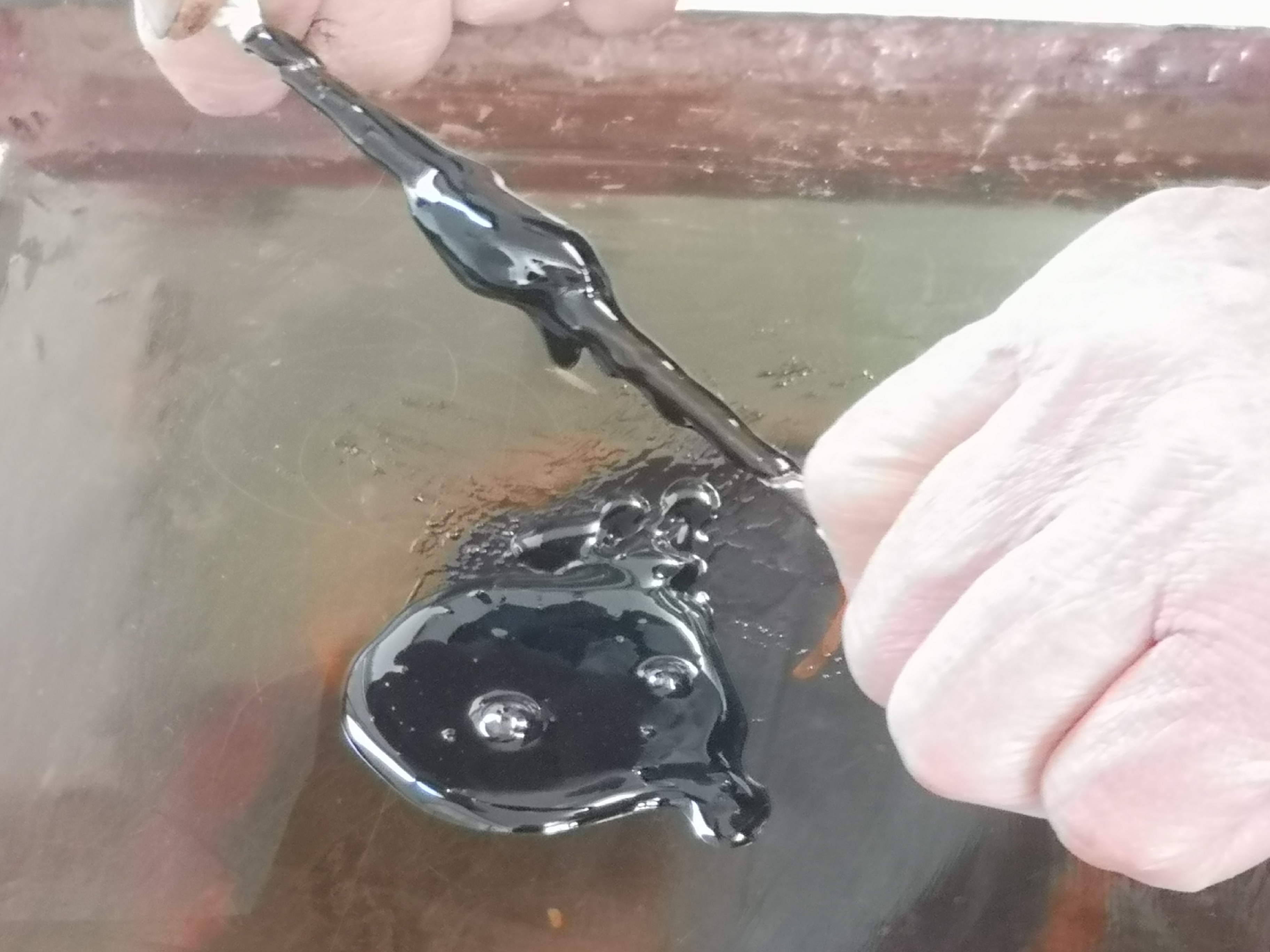
伝統的な漆を濾す作業

越前漆器産業は戦時中は一時中断を余儀なくされたが、終戦後は進駐軍人向けの土産物の需要促進に販路を見出し、外国人向け商品として宝石箱やボンボン入れ（菓子器）、たばこセット、蒸留酒用のコップなどを生産して評判となった。1950年（昭和25年）、従来の組合を改組し、現・越前漆器協同組合を設立、第1回全国漆器祭りを開催し、戦前に比べて3分の1まで減少していた漆器生産の再興をはかった。昭和30年代までに輪島や山中から技術者が数十名ほど移住し、それらの地域から技術導入を受けた者が名を成した。
1960年（昭和35年）頃、外食がさかんになってきた社会では、大量生産できる安価なプラスチック製品が求められるようになっていた。プラスチック素地に漆塗りを取り入れる技術は1952年（昭和27年）頃に採り入れられており、化学塗料の使用も開始された。やがてシルクスクリーンによる絵柄の印刷技術も活用するようになった。
木製漆器から、「塗物」と呼ばれるプラスチック漆器への転換は、伝統的に分業で成り立ってきたいくつもの生産工程を省略できる革命的な転換であり、大量生産が可能となったことで椀や膳などの業務用食器が普及し、越前漆器は業務用漆器の8割以上を生産する一大産地へと発展し、全国に知られる一大産地へと成長した。塗物転換前の越前漆器の販売地域は近畿地方が最も多く次いで中国・四国地方に及んでいたが、転換後の1966年（昭和41年）の地域別販売動向では、出荷先の34.2パーセントが東京都であり、ついで近畿地方が20.6パーセント、中部地方15.4パーセントで、県内消費は10.8パーセントだった。1975年には経済産業大臣指定伝統的工芸品に選定された。
1972年（昭和47年）頃の河和田地区では、地区人口約5,800人のうち約1,500人がなんらかの工程で漆器生産に携わり、総生産額は椀や寿司桶などの日用品を中心に年間で約30億円で、輪島、木曽、会津、東京に次ぐ全国第5位だった。製品としては約8割が大量生産のプラスチック製品であり、漆器本来の木製品の生産は縮小されてきた。このため、蒔絵や沈金などの伝統的な高級技術は、越前漆器業界では後継者が少なく廃れる傾向がある。これを憂いた若い職人達13人のグループ「漆美会」が「本物をつくろう」を合言葉に1971年（昭和46年）に発足した。しかし、河和田の漆器商は全国的に高級品として名の通った輪島塗の銘を入れて出荷することがあり、蒔絵や沈金などの伝統的な加飾技法を用いた漆器を越前漆器として流通させることにこだわると、その収入は同等の腕を持つ同僚のほぼ3分の1にしかならなかったという。
1980年（昭和55年）、鯖江市に越前漆器伝統産業会館（うるしの里会館）が建設される。

#### 平成期

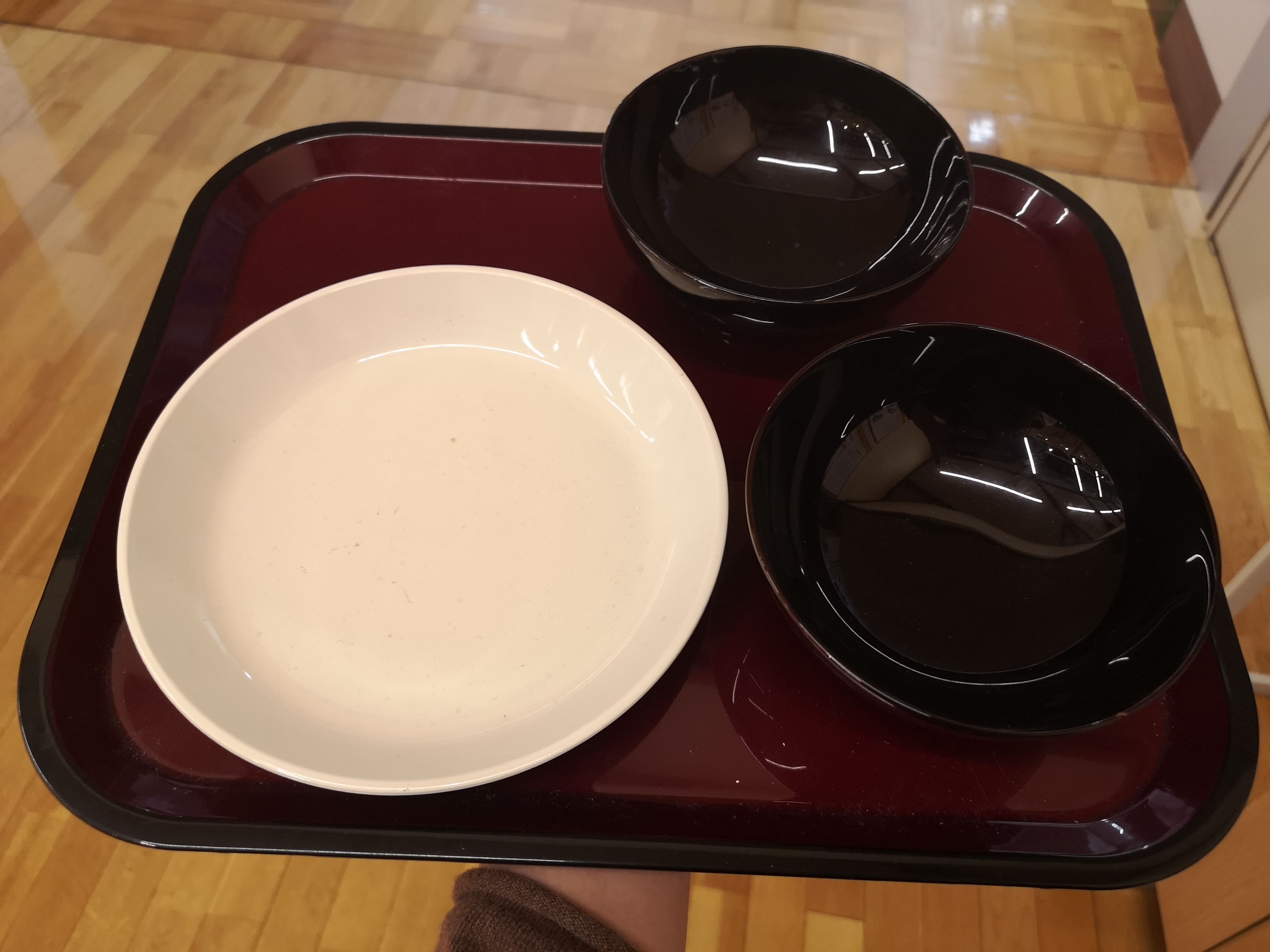
学校給食用の越前漆器

2001年（平成13年）から鯖江市立河和田小学校で越前漆器が学校給食に使用されはじめ、2002年（平成14年）には鯖江市の他の学校給食にも越前漆器が導入された。2024年現在、鯖江市内のすべての学校給食で越前漆器を使用する。給食用食器の開発と導入は、河和田地区の職人らによる意向ですすめられ、熱湯での洗浄や高温の乾燥機でも食器が変形しないこと、おぼんに滑り止めを付けるなどの工夫が要点だった。
2018年（平成30年）、産地として新素材開発を手掛ける東京のベンチャー企業TBMや慶應義塾大学大学院メディアデザイン研究科と地域産業振興などに関する連携協定を結び、紙やプラスチックの代替となる新素材「ライメックス（LIMEX）」を木地とする商品開発に着手した。ライメックスは石灰石を主成分とし、これをプラスチックに加工する場合、石油の使用量を60 - 80パーセント削減できることから環境負荷の低い素材として評価されている。

#### 令和期
2023年（令和5年）には福井県工業技術センターと地元企業の共同研究により、従来は職人が手作業で行っていた作業の一部をデジタル加工に置き換える加飾技術が開発され、制作時間の大幅な短縮による量産化や、デジタルならではの多様なデザインが可能となった。
2024年（令和6年）には、鯖江市では3回目となる「ジャパン漆サミット」の開催が予定されている。国の伝統的工芸品指定を受ける全国の漆器産地の自治体首長等が集い意見を交わすもので、過去1994年（平成6年）と2005年（平成17年）年も同市で開催された。鯖江市長の佐々木勝久は2022年（令和4年）の会見で「越前漆器協同組合と連携しながら、産地を盛り上げていきたい」と強調し、同年春に北陸新幹線の県内開業にも触れて「漆の産地の中で一番元気のある河和田を全国に発信していきながら、いろいろな方に産地に足を運んでもらえるサミットにできれば」と意気込みを述べた。

#### 産地の動向
産地振興としては「うるしの里まつり」春の行事としてパレードや茶会を行い、漆器づくりの工場見学や絵付け体験など普及活動を行っている。また、「漆器展覧会」「感謝祭」秋の行事として、新作の漆器発表会を行い、感謝祭では日用に使用している道具への感謝をささげ、古い漆器や使用しなくなった漆器を町内の漆器神社で供養している。2005年時点で河和田地区に住む漆器職人は約250人で、越前漆器産業を振興する団体として後述する「越前漆器協同組合」や販売者によるグループ「漆のれん会」、生産者によるグループ「軒下工房」などが活動する。
21世紀初頭における河和田地区の人口の増減をみると、漆器産業の少ない上河内・金谷・寺中・別司などでは人口が減少しており、漆器産業の盛んな片山・河和田・北中などでは人口が増加し、全体として河和田地区の人口は増加傾向にあり、越前漆器産業の隆盛が表れている。2021年（令和3年）度の出荷額は63億円であり、日本漆器協同組合連合会（日漆連）に加盟する16団体の中で2年連続1位となった。産業部門では、飲食店や旅館など、外食産業で用いられる漆器の80パーセント以上を生産する。また、工芸部門では自らデザインを考案して木地師に発注し、本来は分業制である塗りの全工程を自分で行うことで個性豊かな作品を作り出す漆器作家や漆芸作家もいる。2022年（令和4年）の第57回全国漆器展（9/16 - 9/29開催）では、美術工芸品部門と産業工芸品部門それぞれで越前漆器の漆芸作家2名（計4名）が入賞し、産地団体の部では2021年（令和3年）に続いて2年連続で越前漆器協同組合が最高位の桂宮賞を受賞した。

## 製法と種類

### 形状
古代中世には「片山椀」と呼ばれる三つ椀を中心に、丸物（椀物）を主に生産した。1900年代から弁当箱や重箱に用いられる角物（板物）も生産するようになり、第二次世界大戦後は海外向けの商品として様々な小物やインテリアへの転用が工夫された。21世紀現在も多様な商品化が行われているが、主には椀、膳、盆、重箱などを生産する。

### 木製漆器

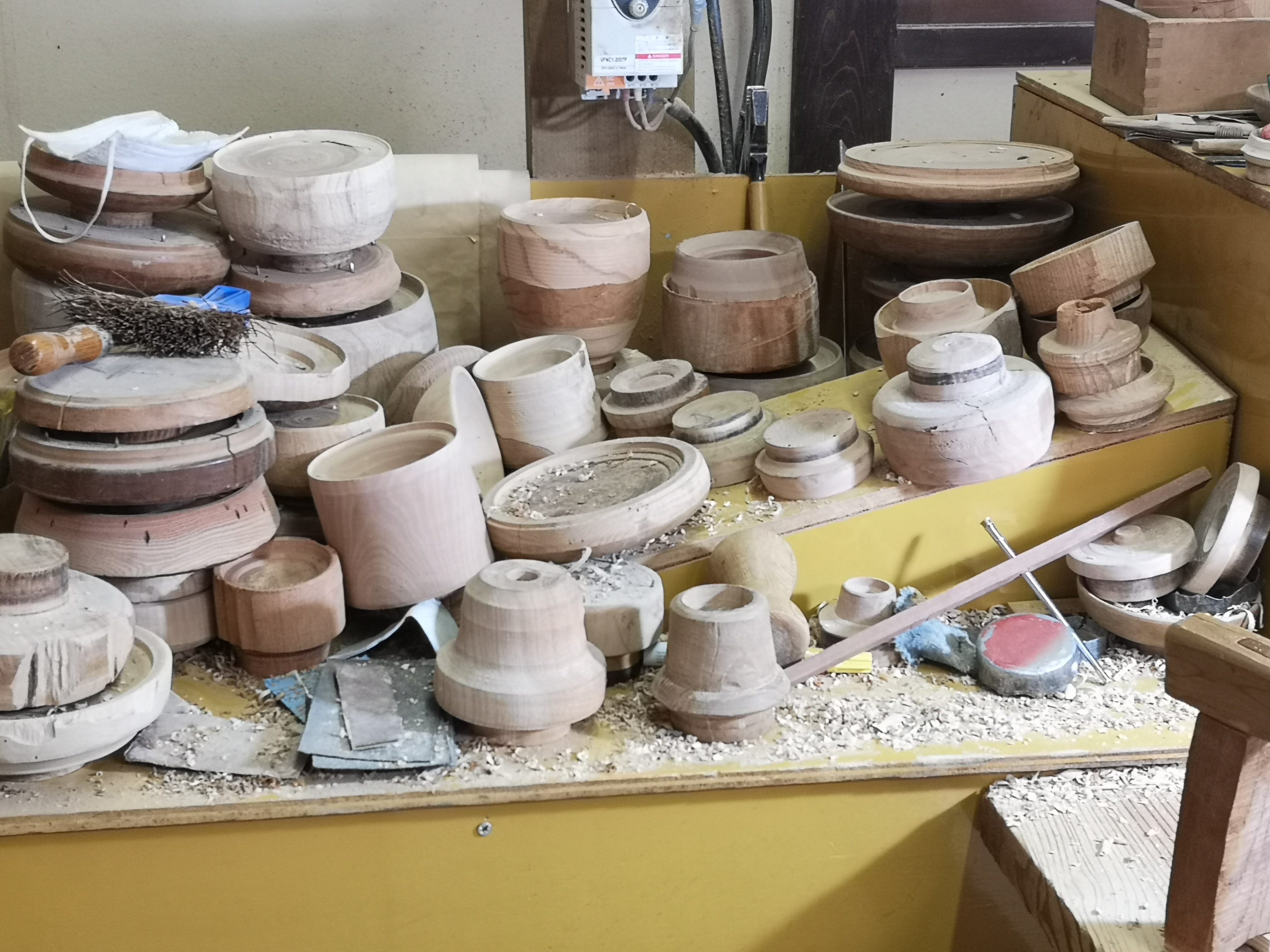
木地の原材料

古く伝統産業として生産されてきた木製の越前漆器には、ろくろを使用して製作する椀物と、板を組み合わせて作る角物（重箱や膳など）がある。これらの生産は分業制で、それぞれの工程に専門の職人がいる。完成までには細かい手作業を重ねる必要があり、数か月を要する。
素地の木材には、丸物用荒素地には栃やブナが多く用いられ、角物（板物ともいう）には桂やホオノキなどがおもに用いられた。ほかにミズメ、ケヤキ、杉、ヒバなども使用される。
漆は、昭和の中頃には日本産の漆がもっとも質が良く、次いで中国産のもので、中国産は日本漆に比べれば質が落ちるが産地によっては匹敵する良質なものもあったとされる。インド産やベトナム産など南方の漆は品質が劣るため、越前漆器では単独では使用せず、日本産や中国産の漆に混和して使用した。ただし、漆のもつ接着力や強度などの質の点では品質が劣るとされたが、南方産の漆は発色がよかったので、色を混ぜる場合に使用するのは効果的と考えられていた。
越前漆器の塗は、下地の上に漆を塗り重ね、最後に表面を研ぎださずに仕上げとする「花塗り（塗り立て）」と呼ばれる技法を用いる。上塗りには油分をふくませた漆が用いられる。

#### 河和田の渋下地

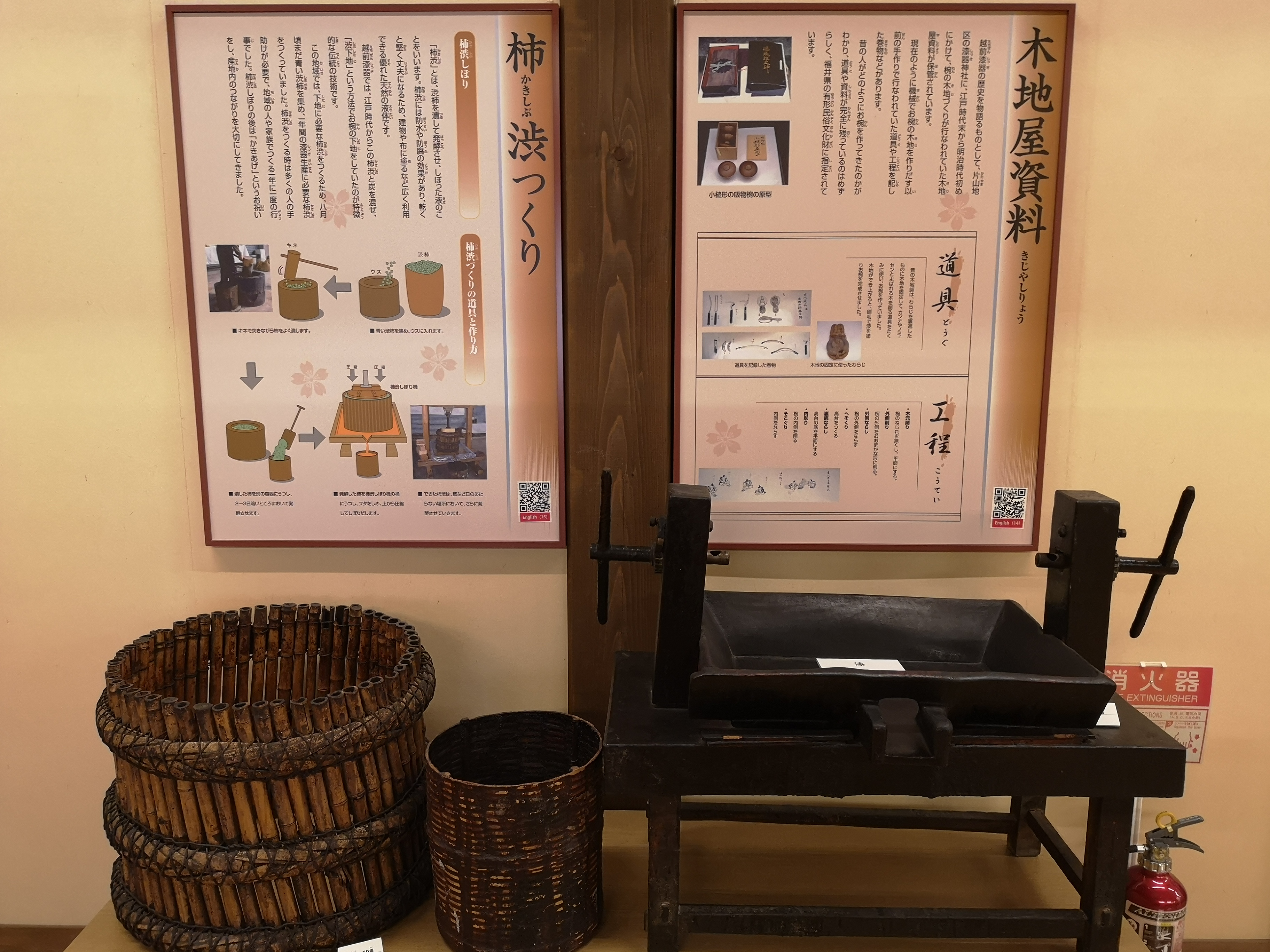
柿渋を作る道具の展示

伝統的な木製の越前漆器の特色では、下地に柿渋を用いる技法に特徴があり、1802年（享保2年）から導入された。近隣で柿の生産が盛んであったことがその理由で、もともとは高価な漆を節約するための工夫だったが、柿渋には漆の密着率を上げ、虫食いや腐食を防ぐ効果があったため、これが越前漆器の主流となった。このため、1945年（昭和20年） - 1955年（昭和30年）頃には100人ほどの女性が柿渋を生産する職を担ったが、渋下地は耐久性の点では漆のみを使用する漆下地に劣るため高級品とは見做されなかった。そのため近年は木製漆器の高級化をめざして「漆下地」に改めており、21世紀現在は福井県内で生業として柿渋を生産する生産者はいない。
柿渋を下地に用いることは、庶民向けの漆器産地では全国に他例があるが、越前漆器の渋下地の特徴は次の通りである。渋下地は3度塗り重ね、1回目は柿渋に柳灰の粉を混ぜたもの、2回目は松煙を混ぜたもの、3回目は柿渋のみを塗る。1回塗るごとに砥石で研ぎあげて表面を滑らかにする。最後に漆を1回上塗りするが、良い品物は2回塗り重ねて仕上げる。柳灰や松煙を混ぜるのは、木地の木目の凹凸を埋めるためで、またこれらは柿渋に混ぜることで固まる性質があるため木部の表面を保護する役割をした。

#### 生産工程
木材から器を作る「挽物（）」技術と、漆を塗る「塗物（）」技術で生産される。
渋下地による越前漆器伝統の工程は最多で15工程あり、荒木地・白木地・刻苧彫・見付布張り・布埋め・刻苧削りと呼ばれる6工程が木地椀を製作・修正・補強する挽物の工程である。次いで渋地荒地付け・渋地一辺研ぎ・炭ばなし・渋研ぎ・中塗研ぎ・渋地仕上げの渋下地の作業が6工程あり、最後3工程が漆塗りの中塗り・中塗り研ぎ・上塗りとなる。

### プラスチック漆器

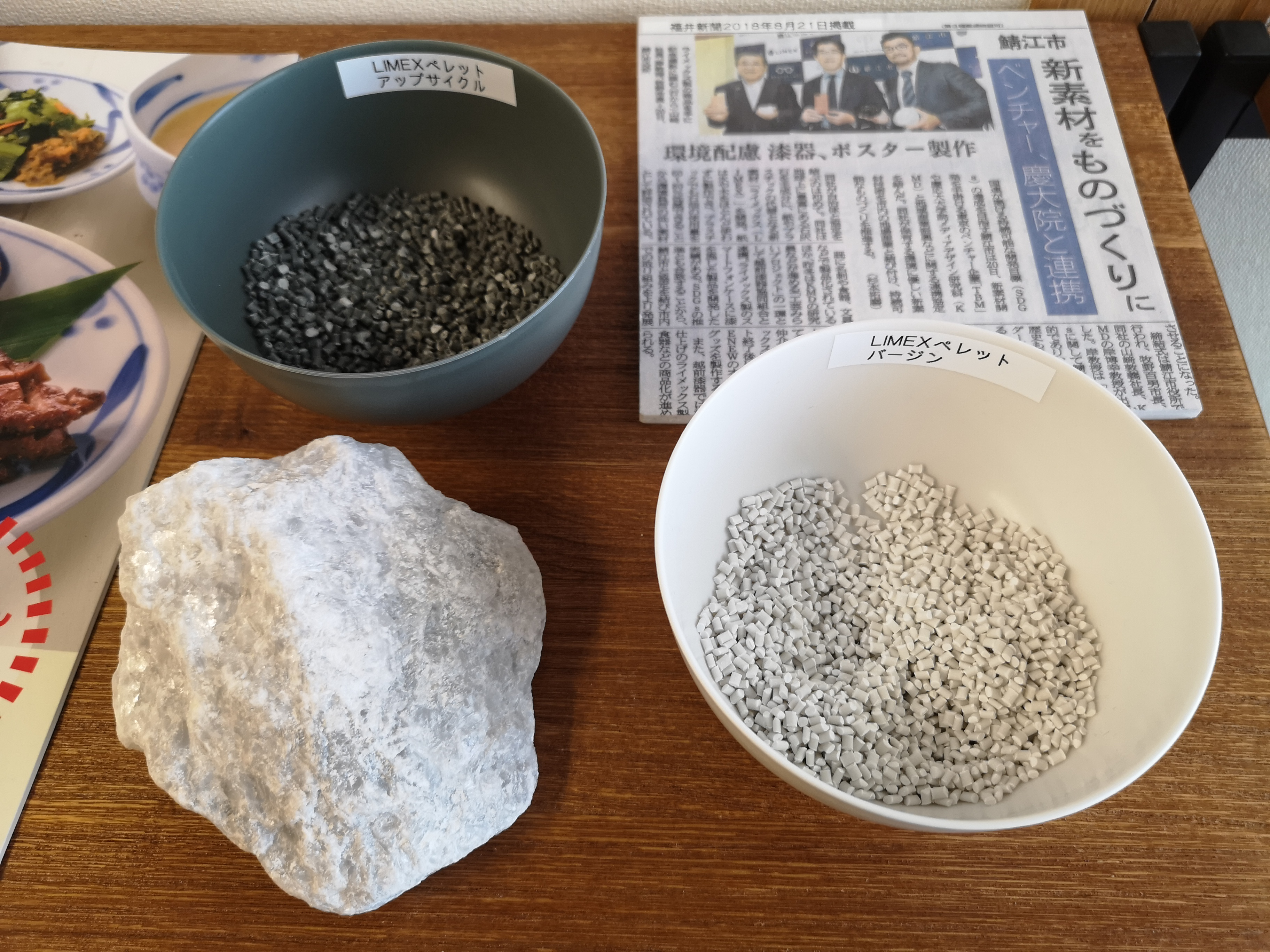
2018年に開発された新素材 LIMEXペレット

現代では越前漆器の主流となったプラスチック製の漆器は分類としては「塗物」と呼ばれ、漆または合成塗料を吹き付け、焼き付ける量産加工で生産される。
使用する樹脂粉は当初ユリア樹脂が多かったが、ホルマリンによる健康問題を避けるため1970年代にはより安全なメラミン樹脂も用いられるようになった。2010年代にはより安く大量生産が可能なABS樹脂やナイロンによる素地生産が主流となったが、このためには1台1千万円以上のインジェクション（射出型成型機）が必要で、2016年（平成28年）時点でこの機材を持つ素地工場は全体の35パーセントにとどまっている。

## 業界団体

### 越前漆器協同組合
越前漆器の生産は、特に河和田地区において盛んである。この河和田地区を中心とする互助組織は、1895年（明治27年）に「漆商工実業協会」が誕生し、1899年（明治32年）には「日本漆商工会」と改組した。役場内に事業所を置いて、原料である漆を安定的に入手するため全国に漆樹の繁殖をはかり、漆液の改良を研究した。同じ頃、「今立漆器組合」も組織され、活動していた。
現在の越前漆器協同組合に連なる組合が初めて誕生したのは1900年（明治33年）である。当初は「今立郡漆器業組合」と称し、工賃の協定と漆器製品の粗製乱造を防止して産地崩壊を防ぐことなどを主な目的に設立された。やがて1902年（明治35年）10月に「今立郡漆器同業組合」と改称し、以後は職種ごとの徒弟養成所を設立するなど後進の育成に力を入れるようになった。1921年（大正10年）、「今立漆器同業組合」に改組し、さらに1927年（昭和2年）5月には「越前漆器同業組合」となった。
昭和の初期、日本国内の漆器市場では越前漆器は輪島塗や会津漆器などの先進産地のブランドに圧され、河和田産の越前漆器が表向きは輪島産として流通し、しかも河和田産と正しく表示された同規格製品の約2倍で取引されていた。この事態を重く見た組合は、1929年（昭和4年）12月12日、新聞報道を通じて「越前塗」と改称を宣言、産地のブランド化を図った。
1939年（昭和14年）、第二次世界大戦が勃発すると、その影響で越前漆器は原材料の入手が困難となり、また、統制物資の配分や軍需品配分を受ける都合上、必要に迫られて「越前漆器工業組合」と改組する。1944年（昭和19年）には「福井県漆器統制組合」に改組した。終戦後、1947年（昭和22年）3月に「越前漆器商工業協同組合」となり、1950年（昭和25年）に「越前漆器協同組合」に改組し現在に至っている。

#### 鯖江市越前漆器伝統産業会館「うるしの里会館」
越前漆器協同組合が指定管理者となり、鯖江市の所有する「鯖江市越前漆器伝統産業会館（通称：うるしの里会館）」の管理運営を行っている。
回廊式の展示施設では、越前漆器の販売や商談スペースのほか、古今の越前漆器の原材料や生産工程など歴史的資料を展示し、越前漆器の取り組みを紹介する。主要な展示物に、木地製作から加飾までの全工程を越前漆器の職人のみで一貫して行った「越前塗山車」がある。そのほか、大小様々な研修室や茶室があり、レンタルスペースとして提供するほか、職人の指導のもとで漆塗りを体験するワークショップの開催や、越前漆器で食事ができるレストランなどが取り組まれている。
また、別棟に職人工房を持ち、伝統工芸士の職人が漆器づくりの「木地作り」「漆塗り」「加飾」の工程を実際に行っており、職人と直接話すことも可能。

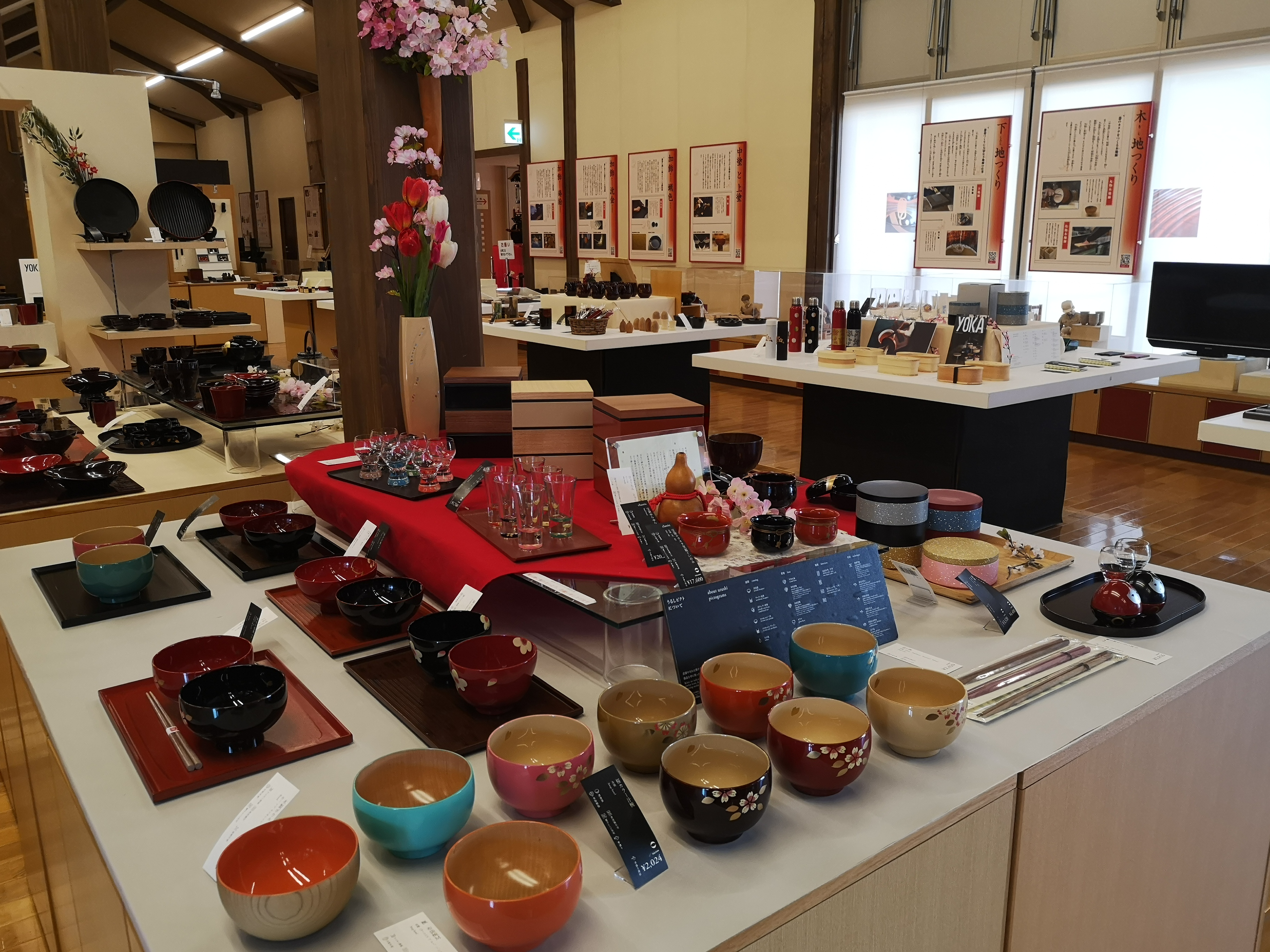
ミュージアムショップ
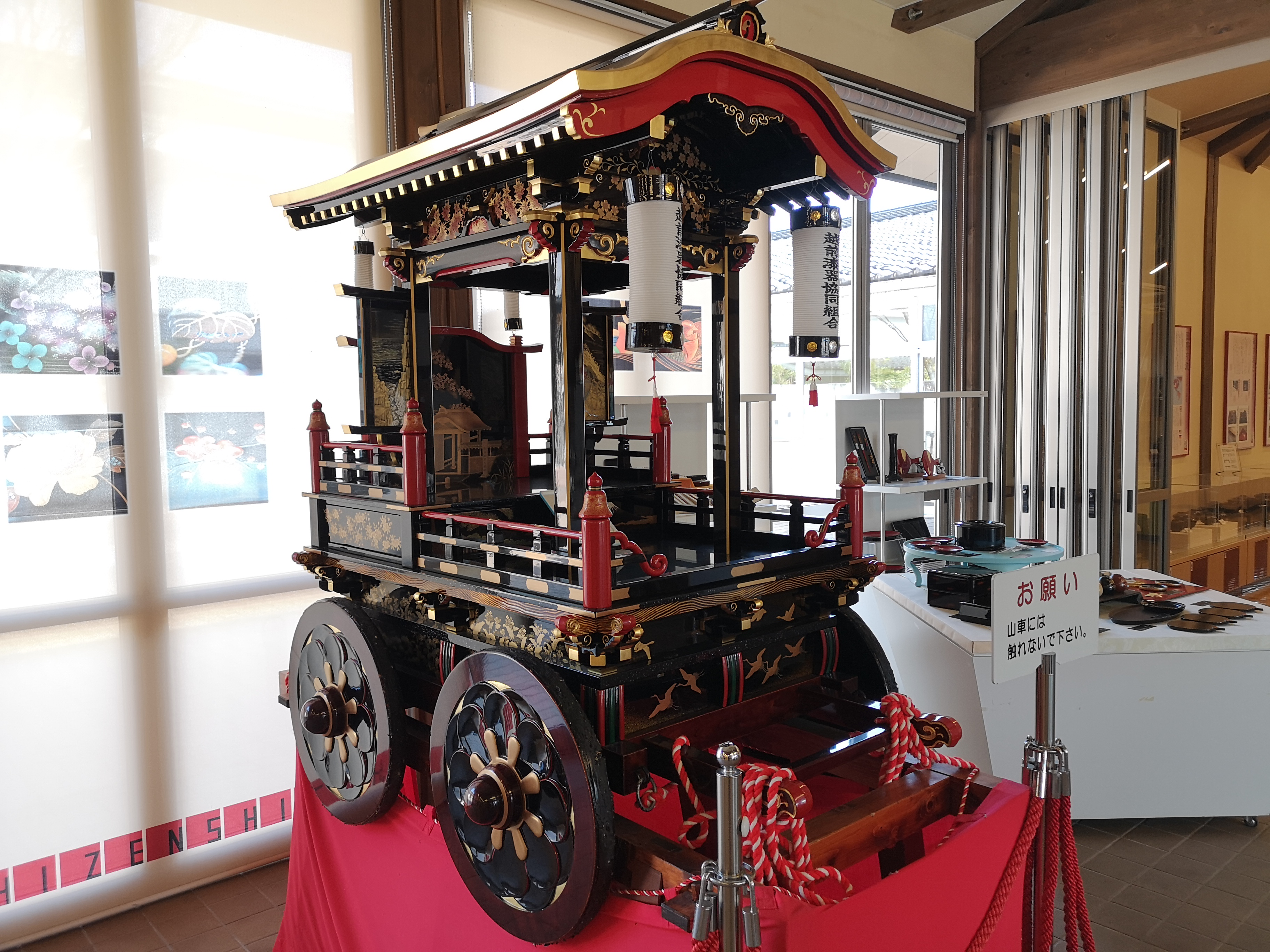
越前塗山車
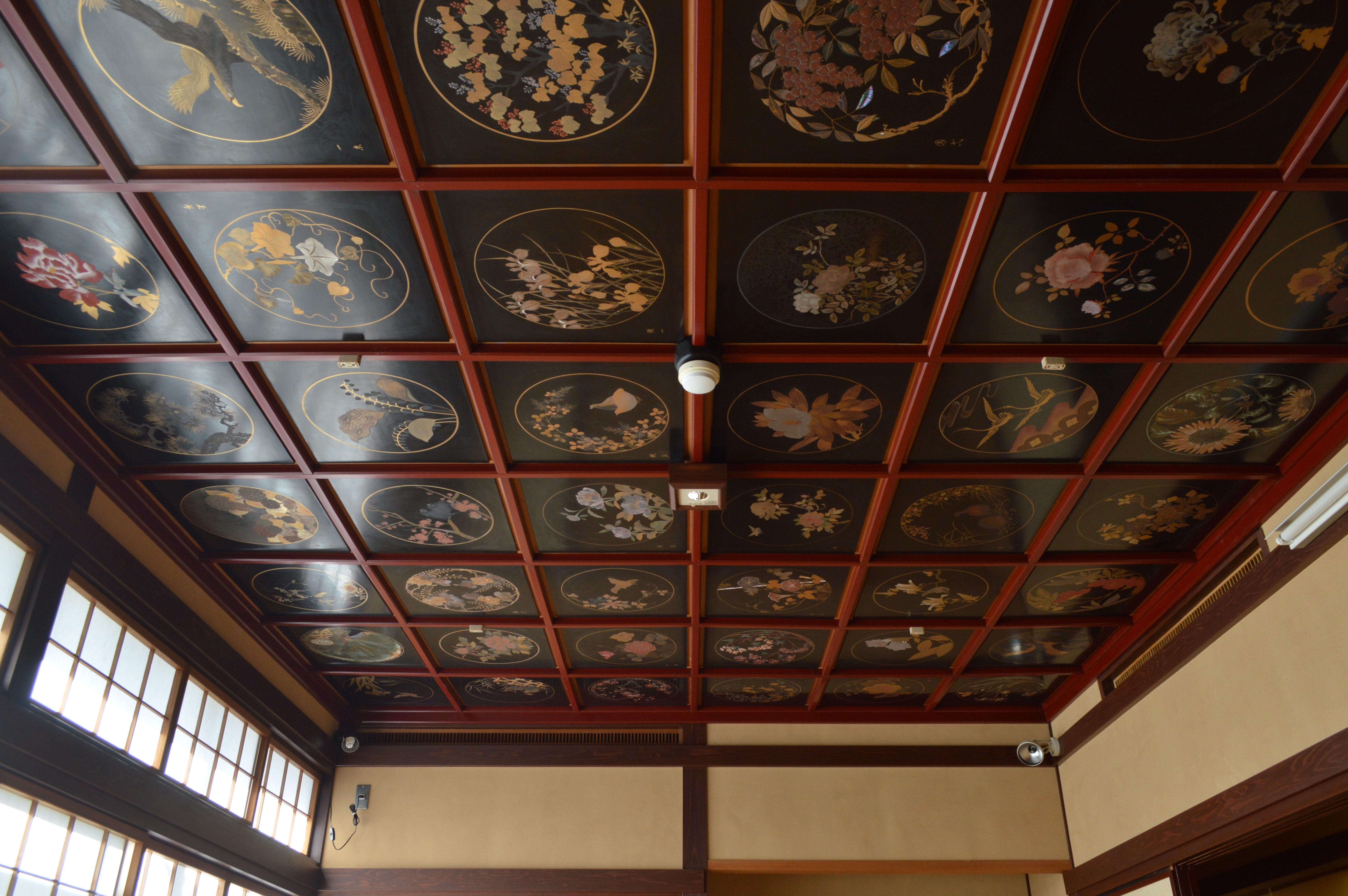
越前漆器の蒔絵の格天井
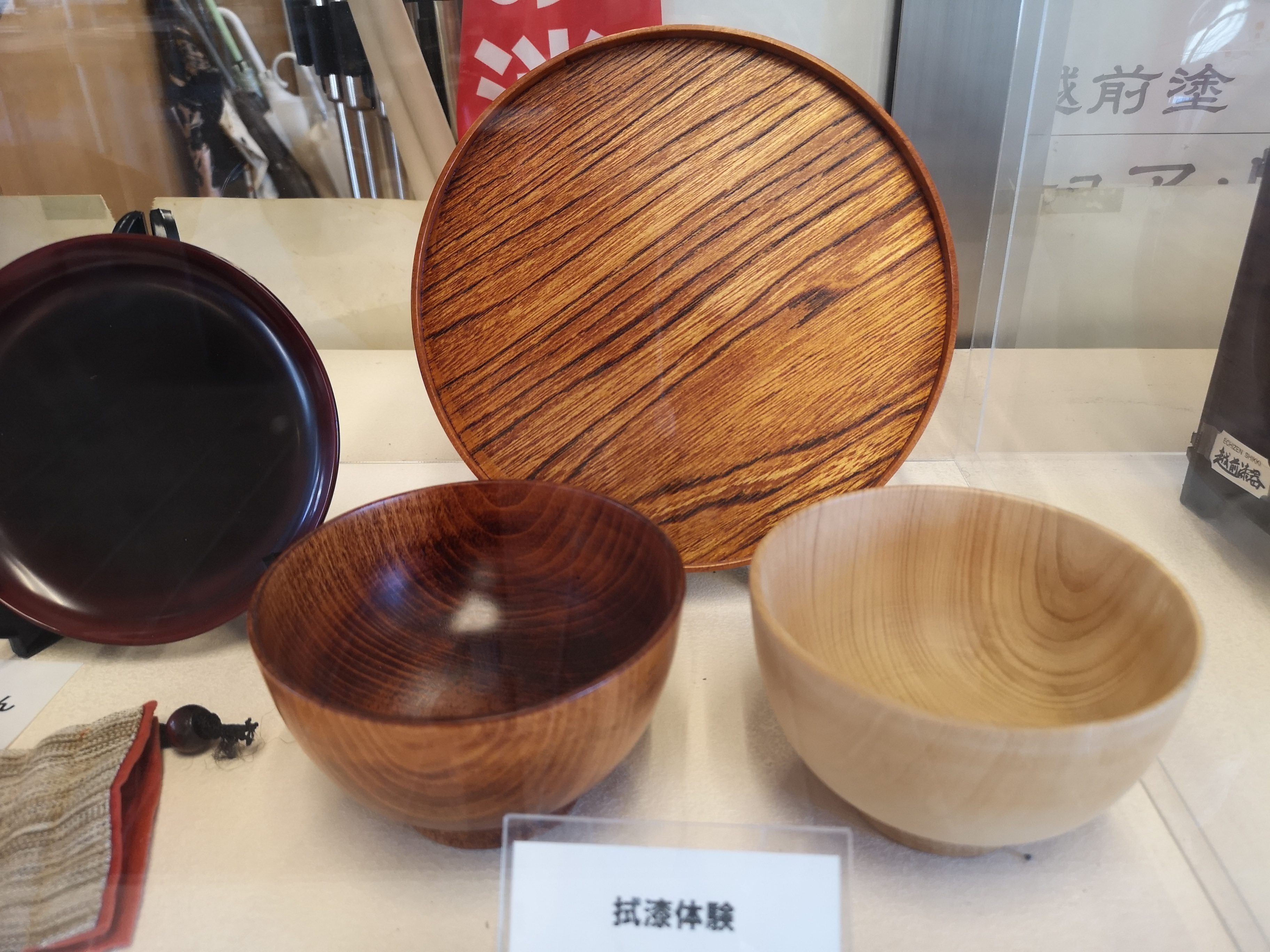
拭き漆体験ワークショップ

### 漆のれん会
漆のれん会は、越前漆器を産地直販価格で販売する十数店の販売店舗が加盟する地域団体で、生活様式が多様化しても通用する漆器の良点の普及・啓発を目的に活動する越前市の漆器産業に関わる任意団体のひとつ。販売促進のみでなく、割れ欠けやヒビの入った木造漆器の修繕も請け負い、これら活動の各所において、「越前漆器協同組合」等と協同している。

## 漆器神社

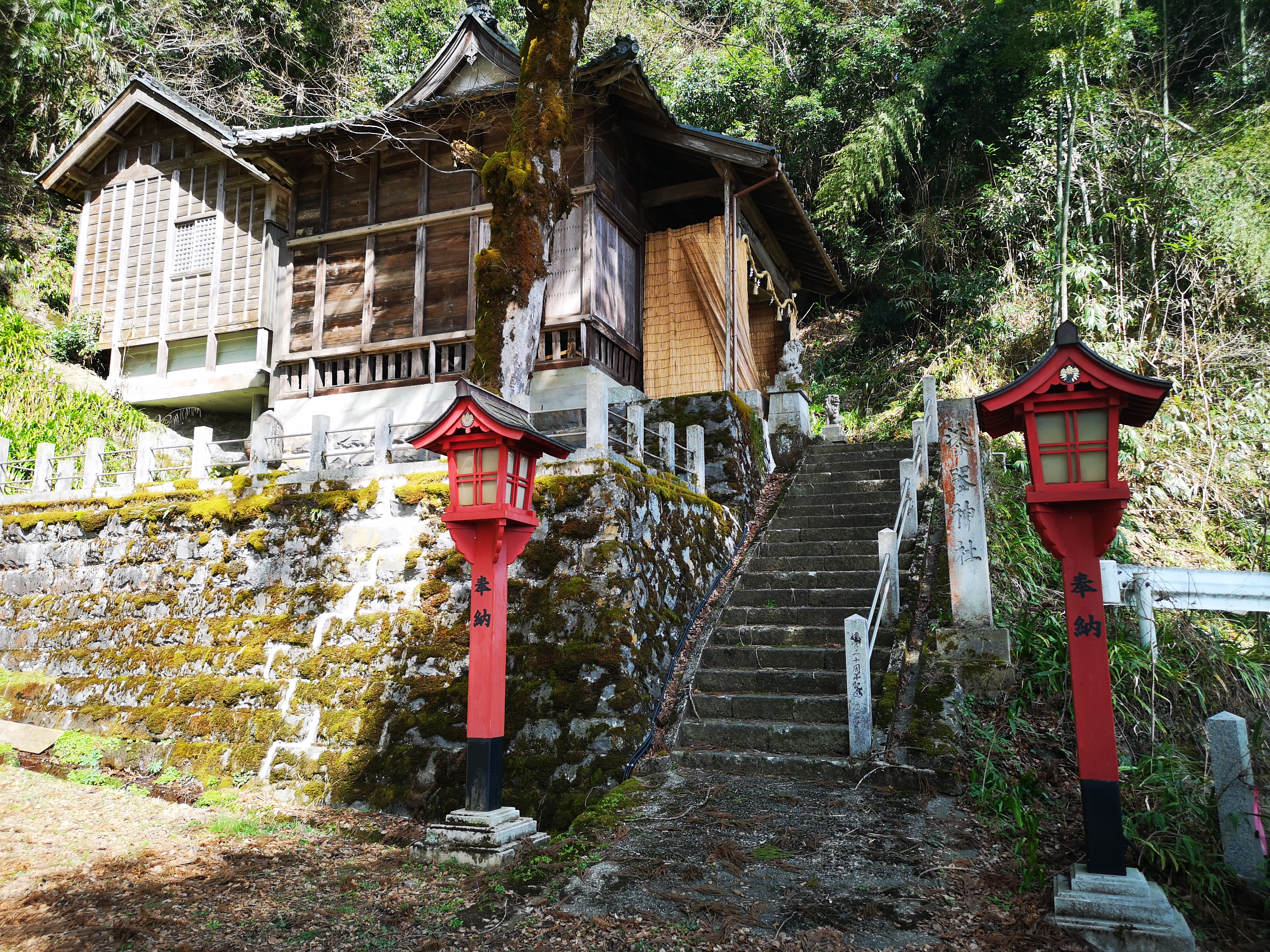
河和田の漆器神社（敷山神社境内社）

片山町と河和田町にはそれぞれ漆器神社がある。このうち、越前漆器の由緒を伝える片山町の漆器神社は八幡神社境内にあり、越前漆器の発祥として語りづがれる皇子の冠を修繕した職人が、その仕事の前に参拝し身を清めたとされる。社には、かつて越前漆器づくりに用いられた刃物や漆塗りの仕上げ道具などが奉納されている。
一方の河和田町の漆器神社は、敷山神社の境内にあり、蒔絵の施された漆天井が華やかなことで知られる。境内には漆器づくりの道具を供養する刷毛塚があり、漆器イベントなども開催されている。「おこない」「やくばらい」などの行事があり、毎年1 - 2月に厄年の者が神社の参拝者に餅をまく。